# Карпиняно Сезия
Карпиня̀но Сѐзия (на италиански: Carpignano Sesia; на пиемонтски: Carpignan, Карпинян) е малко градче и община в Северна Италия, провинция Новара, регион Пиемонт. Разположено е на 204 m надморска височина. Населението на общината е 2568 души (към 2016 г.).